# Liste des seigneurs de Ribemont
Cet article présente une liste des seigneurs de Ribemont en Vermandois (aujourd'hui dans l'Aisne, en France).
- 900 : Eilbert, fils de Pépin II.
- 920 : Bernier, fils naturel du précédent.
- 948 : Anselme.
- 1010-1020 : Godefroid, châtelain de Saint-Quentin.
- 1070 : Anselme II, comte d'Ostrevant, fils de Hugues, comte d'Ostrevant. Il fut tué en 1071 à la bataille de Cassel.
- 1079 : Lambert, comte d'Ostrevent, fils du précédent. Il a pour fils Gautier.
- Années 1080 : Anselme III, comte d'Ostrevant, seigneur de Bouchain, fils d'Anselme II. Il accompagne Robert II de Flandre en Terre Sainte en 1099.
- 1098 : Gilles, fils du précédent.
- 1104-1117 : Godefroid II dit de Bouchain, fils d'Anselme III, comte d'Ostrevant, seigneur d'Origny, châtelain de Valenciennes et de Saint-Quentin.
- XIIe siècle : Godefroid III, fils du précédent.
- 1133 : Anselme IV.
- 1140 : Godefroid IV, fils du précédent.
- 1142 : Simon Ier, fils du précédent.
- 1153 : Gobert, Robert ou Albert, fils du précédent.
- 1158 : Simon II, fils de Simon Ier.
- 1170 : Gobert II ou Albert, fils du précédent.
- 1194 : Gobert III, fils du précédent.

## Famille de Ribemont: lignée capétienne
(Eilbert est connu sous le nom d'Ybert et sa femme Hérésinde sous le nom d'Hersent, d'une charte de Louis IV).
- 970 : Bernier, son fils adultérin,  abdique à son tour pour se retirer à Homblières. Il est cité dans la chanson de geste Raoul de Cambrai.
- 982 : Lambert Ier de Ribemont, son fils, chevalier de Ribemont, châtelain dit de Saint-Quentin.
- 1020 : Godefroy de Ribemont, seigneur de Saint-Quentin.
- 1070 : Anselme I de Ribemont.
- 1083-1170 : Anselme II de Ribemont aura Godefroy II de Ribemont par lequel la généalogie des véritables seigneurs de Ribemont se termine, continuée néanmoins par les comtes d'Ostrevent.

Les seigneurs de Ribemont sont les seigneurs fieffés du comte de Vermandois, et en temps de guerre sont chargés de défendre ses châteaux. On y trouve donc  :
- 1015 : Lambert II de Ribemont, comte dudit lieu, châtelain et signifier de Saint-Quentin. Lambert II prend l’habit monastique à Homblières en 1035 ;
- 1036 : Raoul de Ribemont, comte de Ribemont, châtelain de Saint-Quentin ;
- 1043 : Lambert III de Ribemont, chevalier, châtelain de Saint-Quentin, est comte et seigneur de Ribemont, et surtout reconnu comme le plus puissant seigneur de la cour des comtes de Vermandois sous Herbert IV, étant toujours considéré comme descendant d’Herbert II, comte de Vermandois. Il est enfin le porte-guidon et le porte-étendard de Saint-Quentin, charge honorifique particulièrement importante du comté de Vermandois. Il est décédé en 1064.

Eilbert ou Ybert, fils de Pépin II d'Italie, 1er duc de Vermandois (tandis qu'une très ancienne chronique le disait fils d’Ébroïn, comte de Narbonne ?) s'installe au château de Ribemont. En 948, Eilbert fait remplacer les religieuses d’Homblières par des moines et vers la même période, fonde avec sa femme Hérésinde, l’abbaye de Bucilly (d'après Milleville), qu’il dote de grands biens. Vers la même période, il donne naissance à un fils, nommé Lambert. Toutefois, Eibert donnera son domaine à Bernier (fils adultérin qu’il a eu d’une abbesse d’Origny). C'était un homme prudent et de grande noblesse, « vir nobilis et prudens » dit une charte de l’an 950.
L'histoire a bien souvent confondu les seigneurs de Ribemont et les seigneurs de Valenciennes, or les seigneurs de Valenciennes étant des seigneurs d'Ostrevent, l'alliance des deux familles ne fut pas initiée avant le XIe siècle.

## Famille de Ribemont: lignée d'Ostrevant
- Anselme I d'Ostrevant, dit Anselme II de Ribemont.

Le premier connu est Hugues I d'Ostrevant, seigneur de Valenciennes fils d'Arnoul de Cambrai et Berthe de Bétuwe (I de Ribemont). Il épouse une fille du comte de Ribemont et transmet son titre à son fils, Anselme I d'Ostrevant (II de Ribemont), né avant 1050. Ce dernier épouse  Berthe de Bouchain avec qui il aura Agnés de Ribemont, la future épouse de Godefroy de Saint-Aubert. Dès 1070, Anselme I d'Ostrevant (II de Ribemont) devient comte d’Ostrevent, châtelain héréditaire de Valenciennes et seigneur des plus puissantes places fortes du comté de Vermandois, à savoir : Ribemont, Bouchain, Grigny (maintenant Origny-Sainte-Benoite). Chef des armées de Richilde de Hainaut, il est tué à Cassel le 22 février 1070 lors d'une bataille contre Robert le Frison.
- Anselme II d'Ostrevant (III de Ribemont), son fils et successeur, dit Barbatus, est dit aussi « de Vermandois » car il agit dans le comté de Vermandois pour le compte d'un de ses parents, Hugues Ier le Grand dit le Maisné, comte de Vermandois et frère du roi de France, Philippe I. Anselme II est le fondateur de l'abbaye Saint-Nicolas-des-Prés, devenu le beau petit château actuel.

Époux d'Agnès de Roucy, Anselme II, a au moins deux fils :
- Son fis Godefroid II comte d'Ostrevent et Marie son épouse, sont châtelains de Valenciennes, seigneur de Bouchain, ils ont :
- Marie d'Ostrevent qui épouse Gilles de Trazegnies,
- Godefroy II d'Ostrevent qui épouse Yolende de Gueldre, de Montigny,
- Sa fille Berthe de Bouchain, du titre de son père, épouse Gilles de Saint-Aubert, son fils Gérard de Saint-Aubert épouse Mélissende sûrement de Montlhéry, c'est lui qui contestera l'héritage de sa mère vendu par Godefroy III son frère sans postérité à Baudouin IV de Flandre. Sans postérité lui-même, il passera son héritage à Yolente sa sœur l'épouse de Rénier de Beaumont.
- Anselme II d'Ostrevant (III de Ribemont)

Le 27 janvier 1095, à l'appel d'Urbain II, Anselme II décide de se croiser et rejoint Hugues de Vermandois ; le départ pour la 1re croisade a lieu le 15 août 1096, Anselme y est le bras droit de Godefroy de Bouillon et porte-étendard du Vermandois.
Le tournoi d'Anchin de 1096 d'Anselme II est cependant un véritable faux très habile du XVIIe siècle (vraie charte « manipulée » par le généalogiste Jean Carpentier, comme l'a été aussi celle d'Alaon un peu plus tard) tout comme le faux « Ordre de la Licorne » inventé entre le XVIIe et le XVIIIe siècle. Ce sera définitivement prouvé par E.A. Escallier en 1852.[réf. nécessaire] Même le très célèbre Poplimont s'y est laissé prendre.
Une fois les croisés en Anatolie, Alexis Comnène, empereur grec, ayant joué double jeu avec les Turcs, Anselme II lui est envoyé comme ambassadeur, preuve de haute estime et de confiance de Godefroid de Bouillon.
Il écrit ensuite deux lettres à l'évêque Manassé de Reims pour l'informer de l'avancée franque et des pertes alliées, la première de Nicée, la seconde d'Antioche. Encerclé par les Turcs dans cette dernière cité, il y fera le premier une sortie mémorable d'une audace rare qui libérera un instant les Francs, leur permettant de se déployer et de battre l'ennemi.
Il est tué le 26 février 1099 au siège d'Archas (Tell Arqa).
- Le fils de Godefroid II d'Ostrevent, Godefroid III de Ribemont, perdant son fils trop tôt, revend une part de ses terres à son demi-frère Bauduin IV dit d'Edirne, comte de Hainaut.

Quant à son frère cadet, Hugues II d'Ostrevent, il est dit d'abord de Valenciennes puis, à la suite de la vente ci-dessus, sera dit de Denain (selon Ferdinand-Ignace Malotau de Villerode).
Il aura deux fils : le premier, Jean, meurt en 1202 (inhumé à Denain, église des Dames Chanoinesses), le second sera Étienne de Denain et sera la tige de la maison de Haynin en épousant Rose de Mons.
Ribemont est alors perdu par la famille, passant par mariage dans celle de Moy.

## Sources
- Maximilien Melleville, Dictionnaire historique, généalogique et géographique du département de l'Aisne, tome 2, Laon, 1857, p. 158-159.